# 棕尾伯劳
，是雀形目伯劳科的一种鸟类。

## 特征
棕尾伯劳体重约28克，翼长约90.8毫米，嘴峰长约18.2毫米，喙宽度约5.6毫米，喙厚度约7.1毫米，跗蹠长约24.4毫米，尾长约77.2毫米。棕尾伯劳是候鸟，其栖息在半开放的灌木丛中，食性为肉食性，主要食物来源是陆生无脊椎动物。

## 分布
伊朗至巴基斯坦、哈萨克斯坦南部和中国最西部（新疆西部）。